# I Get Weak
I Get Weak è una canzone scritta da Diane Warren e pubblicata come secondo singolo dell'album Heaven on Earth di Belinda Carlisle il 15 febbraio 1988.

## Il brano
Originariamente il brano era stato pensato per Stevie Nicks, ma Rick Nowels pensò che si adattasse meglio a Belinda.
Il singolo raggiunse il 2º posto in classifica nella Billboard Hot 100 negli Stati Uniti, dietro Never Gonna Give You Up di Rick Astley, e il 10º nella UK Singles Chart nel Regno Unito.

## Video musicale
Il videoclip del brano, diretto dall'attrice Diane Keaton, mostra immagini a colori ed in bianco e nero nella stessa inquadratura. Vede la partecipazione dell'attore e modello Tony Ward, che in seguito diverrà famoso per la sua relazione con Madonna apparendo anche nel suo video di Justify My Love.

## Tracce
Vinile 7" USA
1. I Get Weak – 3:58
2. Should I Let You In? – 4:15 (Charlotte Caffey, Mark Holden)

Vinile 12" USA
1. I Get Weak (12" Version) – 7:25
2. I Get Weak (7" Version) – 4:39
3. I Get Weak (Instrumental Version) – 7:32

## Classifiche
| Classifica (1988)           | Posizione massima |
| --------------------------- | ----------------- |
| Canada (RPM)                | 4                 |
| Italia                      | 11                |
| Regno Unito (Singles Chart) | 10                |
| Stati Uniti (Billboard 100) | 2                 |